# エアリープロダクション
株式会社エアリープロダクション（英語: AIRYPRODUCTION Inc.）は、埼玉県寄居町に本社を置くバーチャルYouTuber事務所。自社を「童話や神話の世界をコンセプトに歌・ゲーム・イラスト等様々な場面で活躍する『エース』だけを集めたVtuber事務所」と位置づけている。

## 沿革
2021年
- 11月1日、設立。
- 11月5日、法人番号指定。
- 11月2日 - 2022年1月16日、「エアプロ1期生オーディション」を開催。

2022年
- 5月25日、「エアプロ2期生オーディション」を開催。

## 所属VTuber
所属VTuberは、オーディションによって選抜された「配信（ゲーム、歌、クリエイター）経験がある」女性が演じている。
| VTuber名                        | 開始発表日    | Twitter開始日 | 初配信日      | 学年  | チーム     | 誕生日  | 身長  |
| ------------------------------- | ------------- | ------------- | ------------- | ----- | ---------- | ------- | ----- |
| 月見かぐや（つきみ かぐや）     | 2022年2月1日  | 2022年2月2日  | 2022年3月5日  | 1期生 | Fairy tale | 7月7日  | 139cm |
| 鏡迷アリス（きょうめい ありす） | 2022年2月10日 | 2022年2月11日 | 2022年2月26日 | 1期生 | Fairy tale | 5月4日  | 166cm |
| 茨姫わらび（くさぶき わらび）   | 2022年2月22日 | 2022年2月23日 | 2022年3月12日 | 1期生 | Fairy tale | 1月29日 | 156cm |
| 白雪ミラ（しらゆき みら）       | 2022年3月10日 | 2022年3月11日 | 2022年3月19日 | 1期生 | Fairy tale | 4月9日  | 160cm |
| るしふぁぽい（るしふぁぽい）    | 2022年4月16日 | 2022年4月16日 | 2022年5月1日  | 0期生 | mutant     | 8月8日  | 150cm |